# Herb Grenady
Obecny herb Grenady – jeden z oficjalnych symboli Grenady.

## Opis
Herb został przyjęty w 1974 po tym, jak państwo uzyskało niepodległość. W jego centrum znajduje się tarcza, podzielona na cztery części przez złoty krzyż. Na zbiegu belek znajduje się rysunek jednego z żaglowców Krzysztofa Kolumba – Santa Maria. W lewym polu u góry tarczy oraz w dolnym po prawej stronie przedstawiony został złoty lew brytyjski na czerwonym tle. W pozostałych dwóch polach na zielonym tle przedstawiono półksiężyce, z których wyrastają lilie, symbol Najświętszej Marii Panny, tutaj nawiązujący do nazwy „Concepcion” nadanej wyspie przez Kolumba w 1498 roku.
Nad tarczą widnieje złota korona, ponad którą umieszczono wieniec z kwitnących bugenwillii. W środku wieńca znajduje się siedem róż, które symbolizować mają siedem wspólnot Grenady.
Tarczę trzymają: pancernik dziewięciopaskowy zwany też pebą, za którym rośnie owocująca kukurydza oraz gołąb karoliński (Zenaida macroura). Są one symbolami Grenady.
Za ptakiem ukazano rosnący bananowiec. Wszystkie te elementy ustawione są na trawiastym niewielkim wzniesieniu, przed którym znajduje się jezioro Grand Etang. Przed zwierzętami i jeziorem, u samego dołu, znajduje się wstęga z napisem w języku angielskim: Ever conscious of God we aspire, build and advance as one people (Stale uświadamiamy sobie Boga i podążamy jako jeden naród).
Herb przyjęty został 7 lutego 1974 roku.